# Power International
Power International AS er en international norsk elektronikkoncern, som har detailhandel igennem flere elektronikkæder. I dag har de butikskæderne Power, Punkt1, Expert og Elplus i Danmark, samt Power i Norge, Sverige og Finland. Samlet har de over 200 butikker og 4.400 ansatte. Den samlede omsætning i Power International var i 2023 på 17,673 mia. norske kroner.

## Historie
Virksomhedens historie går helt tilbage til 1962, hvor 47 norske elinstallatører gik sammen i en fælles indkøbsforening, som senere blev en del af Expert AS-koncernen, og som blev etableret i Danmark i 1964. I 1989 blev selskabet Expert International AS etableret. I 2017 skiftede Expert International AS navn til Power International AS.